# KAT-TUN
KAT-TUN（カトゥーン）は、日本の男性アイドルグループ。所属事務所はSTARTO ENTERTAINMENT。所属レコード会社はストームレーベルズ。2025年3月31日をもって解散した。

## 概要
2001年に、亀梨和也、赤西仁、田口淳之介、田中聖、上田竜也、中丸雄一の6人で結成。グループ名の「KAT-TUN」はメンバーの名字のイニシャルをつなげており、「勝運」（かつうん）や「cartoon」（「漫画のように、1ページ読むとまた次のページが読みたくなる」という意味から。）にかけている。またハイフン「-」はファンを意味している。
結成当初からメンバー個々の個性と我が強く、従来のアイドル像が優等生を主としていたのに反して、「不良」や「ギラギラ」といったイメージを持つグループである。社長やスタッフに叱られてばかりの「やんちゃな異端児」だったが、自身の考えを貫く姿勢と果敢なパフォーマンスが徐々に評価され「ジャニーズでは異色のワイルド」なグループと称されるようになる。デビュー初期のコンセプトは「ブラック&ワイルド」。
2006年3月17日、CDデビュー前のアーティストとしては史上初めて東京ドーム公演を開催。3月22日、グループのために立ち上げられた新レーベル「J-One Records」からリリースされたデビューシングルCD『Real Face』がミリオンセラーを記録。また2009年には史上最多となる東京ドーム8日間連続公演を開催した。
2010年に赤西、2013年に田中、2016年に田口が脱退。2016年4月より亀梨、上田、中丸の3名体制へ移行、1年8か月の「充電期間」（活動休止）を経て、2018年1月1日のジャニーズカウントダウンライブにて再始動。
2025年2月12日、STARTO ENTERTAINMENT公式サイトにて、2025年3月31日を以って解散することと亀梨がSTARTO ENTERTAINMENTを退所することが発表された。なお上田、中丸は解散後も個人契約にてSTARTO ENTERTAINMENTに所属し続ける。また、STARTO ENTERTAINMENT設立後のグループ解散はKAT-TUNが初となる。
2025年3月31日の午後9時から、ファンクラブ会員向けに「Thanks to Hyphen 2025」と題した最後の生配信を行い、この日を以って解散した。
解散の2025年3月31日までに発売したシングル全29作、アルバム全13作は全てオリコンチャートで1位を獲得。また、デビューからのアルバム連続1位獲得作品数は「13作連続」で歴代2位を記録した。

## メンバー
グループ名の由来であるイニシャル順に記す。赤西・田中・田口在籍当時は各1文字ずつ取っていたが、赤西脱退後は亀梨を「KA」、田中脱退後は上田を「TU」、田口脱退後は上田を「T-TU」にそれぞれ変更している。

### 解散時のメンバー
| イニシャル | 名前                            | 誕生日                | 血液型 | メンバーカラー | 備考                                                                    |
| ---------- | ------------------------------- | --------------------- | ------ | -------------- | ----------------------------------------------------------------------- |
| KA         | 亀梨 和也 （かめなし かずや）   | 1986年2月23日（39歳） | B型    | ピンク         | 赤西在籍当時は「K」。                                                   |
| T-TU       | 上田 竜也 （うえだ たつや）     | 1983年10月4日（41歳） | B型    | 青             | 田中在籍当時は「U」。田中脱退後は「TU」、さらに田口脱退後に変更された。 |
| N          | 中丸 雄一 （なかまる ゆういち） | 1983年9月4日（41歳）  | O型    | 紫             |                                                                         |

### 途中で脱退したメンバー
| イニシャル | 名前                                | 誕生日                 | 血液型 | 備考                                  |
| ---------- | ----------------------------------- | ---------------------- | ------ | ------------------------------------- |
| A          | 赤西 仁 （あかにし じん）           | 1984年7月4日（41歳）   | O型    | 2010年7月脱退。                       |
| T          | 田中 聖 （たなか こうき）           | 1985年11月5日（39歳）  | B型    | 2013年9月脱退。弟はSixTONESの田中樹。 |
| T          | 田口 淳之介 （たぐち じゅんのすけ） | 1985年11月29日（39歳） | AB型   | 2016年3月脱退。                       |

## 来歴

### 2001年 - 2005年：結成・初単独ライブに55万人応募
2001年
4月7日に放送された音楽番組『ポップジャム』（NHK）にて、司会であり歌手である堂本光一の専属バックダンサーグループとして結成。テレビ初登場は3月に生放送された音楽番組『ミュージックステーション』とされる。
2002年
8月10日 - 28日、自身初の単独コンサート『KAT-TUN お客様は神サマーConcert 55万人愛のリクエストに応えて!!』を東京国際フォーラムと大阪で開催。公演名の「55万人」は応募者数にちなむ。27日の大阪松竹座公演にて、興行史上初となる1日11回公演を行う。
2003年
8月8日 - 28日、『KAT-TUN 2003 Ko年モ Ah Taiヘン ThankU Natsu』を3都市で公演。同月12日 - 20日、『お台場冒険王 KAT-TUNの大冒険 de SHOW@ホテル グランパシフィック メリディアン』を公演。
12月にファースト写真集『KAT-TUN 1st. In New York』を発売。
2004年
8月8日 - 29日、『Johnnys Theater"SUMMARY"of Johnnys World』に出演。
12月28日 - 翌年1月10日、『KAT-TUN Live海賊帆』を東名阪3都市で公演。
2005年
亀梨と赤西が出演した1月期のテレビドラマ『ごくせん』第2シリーズ（日本テレビ）が平均視聴率25％を超え、それに伴いグループの人気と知名度を高める。
3月25日、横浜アリーナにて『Spring 05 Looking KAT-TUN』を開催。また5月から自身初の全国ツアー『Looking KAT-TUN 2005』を札幌、横浜、福岡、大阪、宮城の5都市で開催。8月に再追加公演。
4月13日から音楽バラエティ番組『ミンナのテレビ（日本テレビ）に出演。ゴールデンタイムのテレビ番組へのレギュラー出演は自身初。
5月3日、前年より開催されたライブツアー『海賊帆』のDVDを発売。オリコンによると当時の音楽DVD史上3位となる初動12.9万枚を売上げ、その後2005年の年間DVD音楽ランキング1位、総合ランキング10位を記録している。
11月に行われる『2005年ワールドグランドチャンピオンズカップ』の応援プロデューサーに就任。大会イメージソングに「GLORIA」が起用される。また10月より日本テレビにてレギュラー番組『KAT-TUNだ! 〜グラチャン応援プロジェクト〜』が放送開始。

### 2006年 - 2009年：デビュー・赤西留学、復帰・史上初東京ドーム8日間連続公演
2006年
1月に舞台『KAT-TUN VS KANJANI∞ DREAM BOYS』で関ジャニ∞と主演をつとめる。29日の千秋楽後に東京プリンスホテルパークタワーにて、結成5年目にしてCDデビュー決定したことがディナーショー形式で発表される。ジャニー喜多川曰く「KAT-TUNによるKAT-TUNのためのKAT-TUNのレーベル」として「J-One Records」をJ Storm内に新設。
3月17日、172公演目にして東京ドームでコンサート『KAT-TUN SPECIAL TOKYO DOME CONCERT Debut "Real Face"』を開催。CDデビュー前のアーティストによる単独ライブは同会場史上初。ライブの模様は『ミュージックステーション』で一部生中継された。
3月22日、シングル「Real Face」、アルバム『Best of KAT-TUN』、DVD『Real Face Film』の3作同時リリースでデビュー。それぞれオリコンチャートで1位となったことに加え、「Real Face」は有線リクエスト、着うたダウンロードでも1位を獲得し、5冠を達成した。また5月にはシングル発売9週目にしてミリオンセラーを達成。『第39回オリコン年間ランキング』のシングル部門で1位となった。
3月28日 - 5月14日、メジャーデビュー後初のコンサートツアー『Spring Tour'06 Live of KAT-TUN“Real Face”』を開催。当初は8都市33公演43万人動員の全国ツアーが予定されていたが、即日完売のチケットに要望が殺到したため、各会場1公演ずつと東京ドーム2公演を追加。結果的に9都市43公演63.3万人動員となった。
4月3日、NEWS・関ジャニ∞との3組合同ファンクラブ、「You&J」発足。また4月からラジオ番組の『KAT-TUNスタイル』にて田口と田中が、『R-One KAT-TUN』にて上田と中丸がパーソナリティを務める。
7月19日、2作目のシングル「SIGNAL」をリリース。デビューから2作連続で初動40万枚以上を売り上げたのはオリコン史上初。年間チャートでは5位を記録した。
10月12日、赤西が米・ロサンゼルスへ語学留学のため無期限の芸能活動休止を発表。緊急記者会見にて「脱退は頭にないが、戻って来るかは状況次第」と表明した。
12月7日、3作目のシングル「僕らの街で」をリリース。今作を含め2006年に発売したCDシングル3作、アルバム、DVDはいずれもオリコン月間ランキングで首位を獲得した。
2007年
4月4日から冠レギュラー番組、『カートゥンKAT-TUN』が放送開始。
4月18日、2作目のアルバム『cartoon KAT-TUN II You』をリリース。発売に先駆けて4月3日から6月18日まで『TOUR 2007 cartoon KAT-TUN II You』を7都市で公演。ツアー中の4月19日に赤西が帰国し、翌20日にメンバー全員で復帰会見を行った。21日の仙台公演アンコールに登場し、以降のツアーに帯同。ライブDVD『TOUR 2007 cartoon KAT-TUN II You』は11月21日に発売。
11月21日、DVDと同日発売で、5作目のシングル「Keep the faith」をリリース。初動売上はデビューから5作連続で30万枚を超え、これは同事務所の先輩・KinKi Kids以来約9年ぶり、史上2組目の記録となった。
2008年
6月4日、3作目のアルバム『KAT-TUN III -QUEEN OF PIRATES-』をリリース。6月21日 - 8月5日、東京ドーム公演を含む『KAT-TUN LIVE TOUR 2008 QUEEN OF PIRATES』を8都市で開催。東京ドームでの4日間連続公演は日本のミュージシャン史上初。
2009年
4月29日、4作目のアルバム『Break the Records -by you & for you-』をリリース。5月15日 - 21日、『KAT-TUN LIVE Break the Records』を開催。当初は7日間連続東京ドーム公演で38.5万人を動員予定だったが、84万8344人の応募があったため、史上初となる8日間連続東京ドーム公演に記録を伸ばした。また予定になかった京セラドームで5月29日 - 31日の3公演、東京ドームで6月14, 15日の追加2公演を行い、計13公演で68.5万人を動員。さらに7月22日 - 8月23日、『KAT-TUN SUMMER'09 Break the Records』を全国6都市で開催。総計で8都市30公演で81.5万人を動員した。

### 2010年 - 2013年：初の海外公演・赤西、田中脱退
2010年
5月2日 - 6月28日、『KAT-TUN LIVE TOUR 2010 PART1:ARENA TOUR』を5人で開催。赤西は5月に渡米し、6月にソロライブを行うためツアーには不参加となる。また5月12日に12作目のシングル「Going!」、6月16日に5作目のアルバム『NO MORE PAIИ』を5人でリリース。
7月16日 - 8月28日、アルバムを引っ提げて、自身初の海外公演を含む『KAT-TUN LIVE TOUR 2010 PART2:WORLD BIG TOUR』を開催。今ツアーが赤西脱退後初のツアーとされる。ツアー初日の7月16日、東京ドーム公演を見学したジャニーズ事務所社長・ジャニー喜多川が正式脱退の方針を表明。20日に赤西が事務所の公式携帯サイトにて、ソロ活動への専念を報告した。以降グループは5人で活動する。
2011年
デビュー5周年を記念して自身初の5大ドームツアーと、史上初となるコンビナートでの野外ライブ開催を発表するも、同年に起きた東日本大震災の余波を受け延期。9月上演の舞台『DREAM BOYS』に、復興の願いを込めた「勝運」の名で亀梨、田中、中丸が出演した。
2012年
2月22日、6作目のアルバム『CHAIN』をリリース。2月11日 - 4月28日、約1年8ヶ月ぶりのコンサートツアー『KAT-TUN LIVE TOUR 2012 CHAIN』を12都市で公演し46.6万人を動員。
2013年
9月30日付でジャニーズ事務所は田中との専属契約を解除。それにともない10月9日、田中がグループを脱退したことが発表された。理由は「度重なるルール違反」とのことで事実上の解雇とされる。以降グループは4人で活動する。
11月27日、4人体制で初のミニアルバム『楔-kusabi-』をリリース。同時点で21作のシングルのうち13作に田中のラップパートが含まれていたが、今作では封印されることとなった。アルバムを引っ提げて12月30日 - 31日、自身初となる単独でのカウントダウンコンサートを京セラドーム大阪にて開催。

### 2014年 - 2016年：田口脱退・デビュー10周年・充電期間へ
2014年
4月から、4人体制初のレギュラー番組となる『ザ少年倶楽部プレミアム』にて2代目MCを務める。
6月25日、8作目のアルバム『come Here』をリリース。7月8日 - 12月31日、約2年3ヶ月ぶりとなる全国ツアー『KAT-TUN LIVE TOUR 2014 come Here』を開催し、10都市23公演で30万人を動員。初日の会場は、2002年8月に自身初の単独公演を行った東京国際フォーラム。最終日は京セラドーム大阪。
2015年
5月9日 - 10日、約3年ぶりとなる東京ドーム公演『KAT-TUN LIVE 2015 “9uarter”in TOKYO DOME』を開催。
11月24日、生放送の音楽番組『日テレ系音楽の祭典 ベストアーティスト』にて、田口が2016年春にグループを脱退し、ジャニーズ事務所からも退所することを発表した。
2016年
2月10日、25作目のシングル「TRAGEDY」をリリース。同日に、田口の3月脱退と、10周年を記念したベストアルバムの発売、さらに4月からのドームツアー開催を発表。続く13日に、ツアー終了をもって「充電期間」を設けることを報告した。
3月2日に4人体制最後のシングル「UNLOCK」を、22日にベストアルバム『KAT-TUN 10TH ANNIVERSARY BEST “10Ks!”』をリリース。いずれもオリコン1位を獲得する。これにより「デビューからのシングル連続1位獲得作品数」26作で歴代2位、「デビューからのアルバム連続1位獲得作品数」9作で歴代単独1位、「デビューからの全音楽作品 (シングル・アルバム) 連続獲得作品数」35作で歴代1位となった。
3月31日に田口が脱退。4月3日から開催されたデビュー10周年記念３大ドームツアー『KAT-TUN 10TH ANNIVERSARY LIVE TOUR "10Ks!"』は亀梨、上田、中丸の3人体制で開催した。5月1日の東京ドーム公演を最後に「充電期間」へ入り、以降はそれぞれソロ活動に専念する。

### 2018年 - 2020年：充電完了・3人体制でグループ再始動
2018年
1月1日、ジャニーズカウントダウンライブにて「充電完了」を発表。再始動を果たす。
3月19日23時頃、事前に内容が明かされない「シークレットLINE LIVE」に初登場。その場で発表されたファンクラブ限定イベント『KAT-TUN 2018 FIRST IMPRESSION – Ask Yourself』は、自身のデビュー記念日である3月22日に横浜・大さん橋にて開催され、LINE LIVEで独占生配信された。インターネットでのイベント生中継はジャニーズ事務所初のこと。
4月18日、27作目のシングル「Ask Yourself」リリース。4月20日 - 4月22日、東京ドームにて『KAT-TUN LIVE 2018 UNION』開催。20日のアンコールにて全国ツアー開催を発表。
5月3日から、動画配信サービスParaviにおいて『KAT-TUNの世界一タメになる旅!+』のレギュラー配信が開始された。ジャニーズ冠バラエティ番組としては初めて動画配信される。
7月18日、自身4年ぶりにして9作目のオリジナルアルバム『CAST』をリリース。8月4日 - 10月21日に全国アリーナツアー『KAT-TUN LIVE TOUR 2018 CAST』を8都市23公演開催。
2019年
4月18日から、『KAT-TUNの世界一タメになる旅!+』3年ぶりに地上波での放送が開始した。
7月31日、10作目のオリジナルアルバム『IGNITE』をリリース。8月9日 - 9月29日に全国アリーナツアー『KAT-TUN LIVE TOUR 2019 IGNITE』を7都市19公演で開催。
2020年
ジャニーズ事務所所属グループによる新型コロナウイルス感染拡大防止の支援活動『Smile Up! Project』の一環として、5月13日に結成が発表された75名の期間限定ユニット「Twenty★Twenty」に参加。8月12日にシングル『smile』をリリース。

### 2021年 - 2024年：デビュー15周年・紅白歌合戦初出演
2021年
3月10日、自身3年ぶりにして28作目のシングル「Roar」をリリース、グループ初の音源デジタル配信がスタート。初週25.3万枚を売り上げ、シングル作品の初週売上20万枚超えは、2010年11月発売の「CHANGE UR WORLD」以来、10年4ヵ月ぶり、15作ぶりに記録した。
3月22日デビュー記念日、『15TH ANNIVERSARY LIVE KAT-TUN』の生配信ライブを開催 。3月20日 - 6月9日にデビュー15周年を記念した全国ツアー『15TH ANNIVERSARY LIVE KAT-TUN』を7都市22公演で開催。
4月20日から、フジテレビでデビュー15周年を迎えたことを記念してアニバーサリー番組『何するカトゥーン?』が月1回のレギュラーとしてスタート。
4月23日から、『KAT-TUNの食宝ゲッットゥーン』が放送開始。
9月8日、29作目のシングル・グループ初となる両A面シングル「We Just Go Hard feat. AK-69/EUPHORIA」をリリース。
12月31日、『第72回NHK紅白歌合戦』に初出場し、ミリオンを記録したデビュー曲「Real Face」をリメイクした「Real Face#2」を披露した。
2022年
1月11日、楽曲「CRYSTAL MOMENT」が日本テレビ系2022冬季スポーツテーマソングとして起用されたことを発表。2月4日開幕の北京冬季オリンピックおよび関連番組（全て日本テレビ系のみ）で同曲を使用される。開幕同日より配信限定シングルとしてリリース。
3月22日デビュー記念日、Twitch上のAmazon Music Japanチャンネルにて生配信ライブイベント『Amazon Music Live: KAT-TUN』を開催。
3月29日、11作目のオリジナルアルバム『Honey』をリリース。4月1日 - 6月4日に全国アリーナツアー『KAT-TUN LIVE TOUR 2022 Honey』を8都市26公演で開催。
9月10日、東京ドームで開催される「巨人×中日戦」にて読売ジャイアンツとのコラボレーション企画を実施。
10月10日、デジタルシングル「ゼロからイチへ」を配信リリース。
10月24日、J StormがKAT-TUNのTikTok公式アカウントを開設。
2023年
2月15日、12作目のオリジナルアルバム『Fantasia』をリリース。2月23日 - 5月14日に全国アリーナツアー『KAT-TUN LIVE TOUR 2023 Fantasia』を6都市20公演で開催。

### 2025年：解散
2025年
2月12日、3月31日をもってグループを解散することと亀梨の退所が発表された。
STARTO社より発表された内容は、「2024年4月にKAT-TUNは当社と契約し活動を続けて参りましたが、およそ1年にわたりメンバーと協議を重ねた結果、2025年4月1日からの2年目の契約にあたりましては、KAT-TUNの看板を下ろし、それぞれの道を選ぶ形の方が今後のメンバーにとってより良いと会社として判断致しました」と記されている。今回の解散については、「メンバーと1年半以上話し合いを重ねた」と発表された一方、関係者の話では社長の福田淳のスキャンダル報道がメンバーへの不信を招いた、とも報道された。その後上田は13日に有料サイト『FAMILY CLUB web』にて「俺もまだ正直急展開で心の整理が全く出来ていません」と記載しており、同日個人のInstagramに挙げた投稿には「強風の日　雨ニモマケズ　風ニモマケズ」としてキャップを目深にかぶり、風に煽られる自身の写真を公開し、反町隆史の楽曲「POISON 〜言いたい事も言えないこんな世の中は〜」が使用された。また亀梨は有料サイトにて14日に、このような結果となった謝罪と、「最後までKAT-TUNとして、KAT-TUNの一員として誇りを持ち過ごしていきたいと思います。悲しい思いをさせてしまった分、必ずそれ以上の笑顔を作っていけるよう、これからも歩んでいきます」と投稿した。
テレビ番組『アッコにおまかせ』の2月16日放送分にてKAT-TUNの解散の話題を放送した際、和田アキ子が亀梨より、KAT-TUNは解散し4月からは個人で活動していくこと、また事務所とはもめておらず快く送り出してくれた旨の連絡を受けたことを明かした。
解散日である3月31日午後9時からは、2006年にデビュー曲のMVを撮影したスタジオからファンクラブ会員向けに「Thanks to Hyphen 2025」と題した最後の生配信を行い、1月3日に仕事復帰した中丸を含めて3人で出演。「Real Face #2」で幕開けし、思い出の衣装やグッズを振り返るミュージアムコーナーで思い出話に花を咲かせた。最後は屋外の特設ステージでそれぞれが涙ながらに過去のメンバーやファンへ感謝のメッセージを述べ、「We Just Go Hard feat. AK-69」「ハルカナ約束」の2曲を歌唱した。また、メンバーはそれぞれのInstagramでも3ショットを掲載し、あらためて25年間の感謝を示した。
ファンクラブ向けの生配信の後、中丸がX（旧Twitter）の自身のアカウントを利用したスペースにて、「解散が決まったのが、発表の2週間くらい前なんですけど……」、「ほんとに何にも考えてなかったんで、急に言われたんで……」と裏側を明かした。
解散発表の際に「メンバーの希望により、近い将来ファンの皆様とお会いできる場所を作るべく、現在調整をしております」と発表されていたが、2025年11月8日に『Break the KAT-TUN』と銘打った公演を行なうことが発表された。

## 受賞歴
- 日本ゴールドディスク大賞
  - 2006年（第20回）[104]
    - ミュージック・ビデオ・オブ・ザ・イヤー：『KAT-TUN Live 海賊帆』

  - 2007年（第21回）[105]
    - シングル・オブ・ザ・イヤー：『Real Face』
    - ザ・ベスト10シングル：『Real Face』『SIGNAL』『僕らの街で』
    - ザ・ベスト10アルバム：『Best of KAT-TUN』
    - ザ・ベスト・ミュージック・ビデオ：『Real Face Film』

  - 2008年（第22回）[106]
    - ザ・ベスト10シングル『喜びの歌』『Keep the faith』
    - ザ・ベスト・ミュージック・ビデオ：『Live of KAT-TUN "Real Face"』

  - 2009年（第23回）[107]
    - ザ・ベスト10シングル：『LIPS』『DON'T U EVER STOP』

  - 2010年（第24回）[108]
    - ザ・ベスト5シングル：『RESCUE』

## ディスコグラフィ
CDシングル29作、アルバム12作は全てオリコンチャート週間1位を獲得している。

### シングル

#### CDシングル
|      | 体制 | 発売日         | タイトル                             | 販売形態         | 販売形態               | 規格品番     | 収録アルバム                          |
| ---- | ---- | -------------- | ------------------------------------ | ---------------- | ---------------------- | ------------ | ------------------------------------- |
| 1st  | 6人  | 2006年03月22日 | Real Face                            | CD               | 初回限定盤1            | JACA-5030    | Best of KAT-TUN                       |
| 1st  | 6人  | 2006年03月22日 | Real Face                            | CD               | 初回限定盤2            | JACA-5031    | Best of KAT-TUN                       |
| 1st  | 6人  | 2006年03月22日 | Real Face                            | CD               | 初回限定盤3            | JACA-5032    | Best of KAT-TUN                       |
| 1st  | 6人  | 2006年03月22日 | Real Face                            | CD               | 初回限定盤4            | JACA-5033    | Best of KAT-TUN                       |
| 1st  | 6人  | 2006年03月22日 | Real Face                            | CD               | 初回限定盤5            | JACA-5034    | Best of KAT-TUN                       |
| 1st  | 6人  | 2006年03月22日 | Real Face                            | CD               | 初回限定盤6            | JACA-5035    | Best of KAT-TUN                       |
| 1st  | 6人  | 2006年03月22日 | Real Face                            | CD               | 通常盤                 | JACA-5036    | Best of KAT-TUN                       |
| 2nd  | 6人  | 2006年07月19日 | SIGNAL                               | CD+DVD           | 初回限定盤             | JACA-5043    | cartoon KAT-TUN II You                |
| 2nd  | 6人  | 2006年07月19日 | SIGNAL                               | CD               | 通常盤                 | JACA-5044    | cartoon KAT-TUN II You                |
| 3rd  | 5人  | 2006年12月07日 | 僕らの街で                           | CD+DVD           | 初回限定盤             | JACA-5048/9  | cartoon KAT-TUN II You                |
| 3rd  | 5人  | 2006年12月07日 | 僕らの街で                           | CD               | 通常盤/初回プレス仕様  | JACA-5050    | cartoon KAT-TUN II You                |
| 3rd  | 5人  | 2006年12月07日 | 僕らの街で                           | CD               | 通常盤                 | JACA-5051    | cartoon KAT-TUN II You                |
| 4th  | 6人  | 2007年06月06日 | 喜びの歌                             | CD+DVD           | 初回限定盤             | JACA-5061/2  | KAT-TUN III -QUEEN OF PIRATES-        |
| 4th  | 6人  | 2007年06月06日 | 喜びの歌                             | CD               | 通常盤                 | JACA-5063    | KAT-TUN III -QUEEN OF PIRATES-        |
| 5th  | 6人  | 2007年11月21日 | Keep the faith                       | CD+DVD           | 初回限定盤             | JACA-5076/7  | KAT-TUN III -QUEEN OF PIRATES-        |
| 5th  | 6人  | 2007年11月21日 | Keep the faith                       | CD               | 通常盤/初回プレス仕様  | JACA-5078    | KAT-TUN III -QUEEN OF PIRATES-        |
| 5th  | 6人  | 2007年11月21日 | Keep the faith                       | CD               | 通常盤                 | JACA-5079    | KAT-TUN III -QUEEN OF PIRATES-        |
| 6th  | 6人  | 2008年02月06日 | LIPS                                 | CD+DVD           | 初回限定盤             | JACA-5082/3  | KAT-TUN III -QUEEN OF PIRATES-        |
| 6th  | 6人  | 2008年02月06日 | LIPS                                 | CD               | 通常盤/初回プレス仕様  | JACA-5084    | KAT-TUN III -QUEEN OF PIRATES-        |
| 6th  | 6人  | 2008年02月06日 | LIPS                                 | CD               | 通常盤                 | JACA-5085    | KAT-TUN III -QUEEN OF PIRATES-        |
| 7th  | 6人  | 2008年05月14日 | DON'T U EVER STOP                    | CD               | 初回限定盤1            | JACA-5092    | Break the Records -by you & for you-  |
| 7th  | 6人  | 2008年05月14日 | DON'T U EVER STOP                    | CD               | 初回限定盤2            | JACA-5093    | Break the Records -by you & for you-  |
| 7th  | 6人  | 2008年05月14日 | DON'T U EVER STOP                    | CD               | 初回限定盤3            | JACA-5094    | Break the Records -by you & for you-  |
| 7th  | 6人  | 2008年05月14日 | DON'T U EVER STOP                    | CD               | 通常盤                 | JACA-5095    | Break the Records -by you & for you-  |
| 8th  | 6人  | 2008年12月03日 | White X'mas                          | CD+DVD           | 初回限定盤             | JACA-5125/6  | Break the Records -by you & for you-  |
| 8th  | 6人  | 2008年12月03日 | White X'mas                          | CD               | 期間限定盤             | JACA-5127    | Break the Records -by you & for you-  |
| 9th  | 6人  | 2009年02月11日 | ONE DROP                             | CD+DVD           | 初回限定盤             | JACA-5128/9  | Break the Records -by you & for you-  |
| 9th  | 6人  | 2009年02月11日 | ONE DROP                             | CD               | 通常盤/初回プレス仕様  | JACA-5130    | Break the Records -by you & for you-  |
| 9th  | 6人  | 2009年02月11日 | ONE DROP                             | CD               | 通常盤                 | JACA-5131    | Break the Records -by you & for you-  |
| 10th | 6人  | 2009年03月11日 | RESCUE                               | CD+DVD           | 初回限定盤             | JACA-5138/9  | Break the Records -by you & for you-  |
| 10th | 6人  | 2009年03月11日 | RESCUE                               | CD               | 通常盤/初回プレス仕様  | JACA-5140    | Break the Records -by you & for you-  |
| 10th | 6人  | 2009年03月11日 | RESCUE                               | CD               | 通常盤                 | JACA-5141    | Break the Records -by you & for you-  |
| 11th | 6人  | 2010年02月10日 | Love yourself 〜君が嫌いな君が好き〜 | CD+DVD           | 初回限定盤1            | JACA-5204/5  | NO MORE PAIИ                          |
| 11th | 6人  | 2010年02月10日 | Love yourself 〜君が嫌いな君が好き〜 | CD+DVD           | 初回限定盤2            | JACA-5206/7  | NO MORE PAIИ                          |
| 11th | 6人  | 2010年02月10日 | Love yourself 〜君が嫌いな君が好き〜 | CD               | 通常盤                 | JACA-5208    | NO MORE PAIИ                          |
| 12th | 5人  | 2010年05月12日 | Going!                               | CD+DVD           | 初回限定盤1            | JACA-5212/3  | NO MORE PAIИ                          |
| 12th | 5人  | 2010年05月12日 | Going!                               | CD               | 初回限定盤2            | JACA-5214    | NO MORE PAIИ                          |
| 12th | 5人  | 2010年05月12日 | Going!                               | CD               | 通常盤                 | JACA-5215    | NO MORE PAIИ                          |
| 13th | 5人  | 2010年11月17日 | CHANGE UR WORLD                      | CD+DVD           | 初回限定盤1            | JACA-5247/8  | CHAIN                                 |
| 13th | 5人  | 2010年11月17日 | CHANGE UR WORLD                      | CD               | 初回限定盤2            | JACA-5249    | CHAIN                                 |
| 13th | 5人  | 2010年11月17日 | CHANGE UR WORLD                      | CD               | 通常盤                 | JACA-5250    | CHAIN                                 |
| 14th | 5人  | 2011年02月02日 | ULTIMATE WHEELS                      | CD+DVD           | 初回限定盤             | JACA-5254/5  | CHAIN                                 |
| 14th | 5人  | 2011年02月02日 | ULTIMATE WHEELS                      | CD               | 通常盤/初回プレス仕様  | JACA-5256    | CHAIN                                 |
| 14th | 5人  | 2011年02月02日 | ULTIMATE WHEELS                      | CD               | 通常盤                 | JACA-5257    | CHAIN                                 |
| 15th | 5人  | 2011年05月18日 | WHITE                                | CD+DVD           | 初回限定盤             | JACA-5261/2  | CHAIN                                 |
| 15th | 5人  | 2011年05月18日 | WHITE                                | CD               | 通常盤/初回プレス仕様  | JACA-5263    | CHAIN                                 |
| 15th | 5人  | 2011年05月18日 | WHITE                                | CD               | 通常盤                 | JACA-5264    | CHAIN                                 |
| 16th | 5人  | 2011年08月03日 | RUN FOR YOU                          | CD+DVD           | 初回限定盤             | JACA-5276/7  | CHAIN                                 |
| 16th | 5人  | 2011年08月03日 | RUN FOR YOU                          | CD               | 通常盤/初回プレス仕様  | JACA-5278    | CHAIN                                 |
| 16th | 5人  | 2011年08月03日 | RUN FOR YOU                          | CD               | 通常盤                 | JACA-5279    | CHAIN                                 |
| 17th | 5人  | 2011年11月30日 | BIRTH                                | CD+DVD           | 初回限定盤1            | JACA-5288/9  | CHAIN                                 |
| 17th | 5人  | 2011年11月30日 | BIRTH                                | CD+DVD           | 初回限定盤2            | JACA-5290/1  | CHAIN                                 |
| 17th | 5人  | 2011年11月30日 | BIRTH                                | CD               | 通常盤                 | JACA-5292    | CHAIN                                 |
| 18th | 5人  | 2012年06月27日 | TO THE LIMIT                         | CD+DVD           | 初回限定盤             | JACA-5325/6  | come Here                             |
| 18th | 5人  | 2012年06月27日 | TO THE LIMIT                         | CD               | 通常盤                 | JACA-5327    | come Here                             |
| 18th | 5人  | 2012年06月27日 | TO THE LIMIT                         | CD               | スペシャル盤           | JSNC-004     | come Here                             |
| 19th | 5人  | 2012年09月12日 | 不滅のスクラム                       | CD+DVD           | 初回限定盤             | JACA-5333/4  | come Here                             |
| 19th | 5人  | 2012年09月12日 | 不滅のスクラム                       | CD+DVD           | 通常盤/初回プレス仕様  | JACA-5335/6  | come Here                             |
| 19th | 5人  | 2012年09月12日 | 不滅のスクラム                       | CD               | 通常盤                 | JACA-5337    | come Here                             |
| 20th | 5人  | 2013年02月06日 | EXPOSE                               | CD+DVD           | 初回限定盤1            | JACA-5345/6  | come Here                             |
| 20th | 5人  | 2013年02月06日 | EXPOSE                               | CD+DVD           | 初回限定盤2            | JACA-5347/8  | come Here                             |
| 20th | 5人  | 2013年02月06日 | EXPOSE                               | CD               | 通常盤                 | JACA-5349    | come Here                             |
| 21st | 5人  | 2013年05月15日 | FACE to Face                         | CD+DVD           | 初回限定盤             | JACA-5361/2  | come Here                             |
| 21st | 5人  | 2013年05月15日 | FACE to Face                         | CD+DVD           | 通常盤/初回プレス仕様  | JACA-5363/4  | come Here                             |
| 21st | 5人  | 2013年05月15日 | FACE to Face                         | CD               | 通常盤                 | JACA-5365    | come Here                             |
| 22nd | 4人  | 2014年06月04日 | In Fact                              | CD+DVD           | 初回限定盤             | JACA-5411/2  | KAT-TUN 10TH ANNIVERSARY BEST “10Ks!” |
| 22nd | 4人  | 2014年06月04日 | In Fact                              | CD               | 通常盤/初回プレス仕様  | JACA-5413    | KAT-TUN 10TH ANNIVERSARY BEST “10Ks!” |
| 22nd | 4人  | 2014年06月04日 | In Fact                              | CD               | 通常盤                 | JACA-5414    | KAT-TUN 10TH ANNIVERSARY BEST “10Ks!” |
| 23rd | 4人  | 2015年01月21日 | Dead or Alive                        | CD+DVD           | 初回限定盤1            | JACA-5446/7  | KAT-TUN 10TH ANNIVERSARY BEST “10Ks!” |
| 23rd | 4人  | 2015年01月21日 | Dead or Alive                        | CD+DVD           | 初回限定盤2            | JACA-5448/9  | KAT-TUN 10TH ANNIVERSARY BEST “10Ks!” |
| 23rd | 4人  | 2015年01月21日 | Dead or Alive                        | CD               | 通常盤                 | JACA-5450    | KAT-TUN 10TH ANNIVERSARY BEST “10Ks!” |
| 24th | 4人  | 2015年03月11日 | KISS KISS KISS                       | CD+DVD           | 初回限定盤1            | JACA-5454/5  | KAT-TUN 10TH ANNIVERSARY BEST “10Ks!” |
| 24th | 4人  | 2015年03月11日 | KISS KISS KISS                       | CD+DVD           | 初回限定盤2            | JACA-5456/7  | KAT-TUN 10TH ANNIVERSARY BEST “10Ks!” |
| 24th | 4人  | 2015年03月11日 | KISS KISS KISS                       | CD               | 通常盤                 | JACA-5458    | KAT-TUN 10TH ANNIVERSARY BEST “10Ks!” |
| 25th | 4人  | 2016年02月10日 | TRAGEDY                              | CD+DVD           | 初回限定盤1            | JACA-5489/90 | KAT-TUN 10TH ANNIVERSARY BEST “10Ks!” |
| 25th | 4人  | 2016年02月10日 | TRAGEDY                              | CD+DVD           | 初回限定盤2            | JACA-5491/2  | KAT-TUN 10TH ANNIVERSARY BEST “10Ks!” |
| 25th | 4人  | 2016年02月10日 | TRAGEDY                              | CD               | 通常盤                 | JACA-5493    | KAT-TUN 10TH ANNIVERSARY BEST “10Ks!” |
| 26th | 4人  | 2016年03月02日 | UNLOCK                               | CD+DVD           | 初回限定盤1            | JACA-5580/1  | KAT-TUN 10TH ANNIVERSARY BEST “10Ks!” |
| 26th | 4人  | 2016年03月02日 | UNLOCK                               | CD+DVD           | 初回限定盤2            | JACA-5582/3  | KAT-TUN 10TH ANNIVERSARY BEST “10Ks!” |
| 26th | 4人  | 2016年03月02日 | UNLOCK                               | CD               | 通常盤                 | JACA-5584    | KAT-TUN 10TH ANNIVERSARY BEST “10Ks!” |
| 26th | 4人  | 2016年03月02日 | UNLOCK                               | CD               | 『怪盗 山猫』盤        | JSNC-011     | KAT-TUN 10TH ANNIVERSARY BEST “10Ks!” |
| 27th | 3人  | 2018年04月18日 | Ask Yourself                         | CD+DVD           | 初回限定盤             | JACA-5720/1  | CAST                                  |
| 27th | 3人  | 2018年04月18日 | Ask Yourself                         | CD               | 通常盤/初回プレス仕様  | JACA-5722    | CAST                                  |
| 27th | 3人  | 2018年04月18日 | Ask Yourself                         | CD               | 通常盤                 | JACA-5723    | CAST                                  |
| 28th | 3人  | 2021年03月10日 | Roar                                 | CD               | 期間限定盤1            | JACA-5883    | Honey                                 |
| 28th | 3人  | 2021年03月10日 | Roar                                 | CD               | 期間限定盤2            | JACA-5884    | Honey                                 |
| 28th | 3人  | 2021年03月10日 | Roar                                 | CD               | 期間限定盤3            | JACA-5885    | Honey                                 |
| 28th | 3人  | 2021年03月10日 | Roar                                 | CD               | 通常盤                 | JACA-5890    | Honey                                 |
| 28th | 3人  | 2021年03月10日 | Roar                                 | CD+DVD           | 初回限定盤             | JACA-5886/7  | Honey                                 |
| 28th | 3人  | 2021年03月10日 | Roar                                 | CD+Blu-ray       | 初回限定盤             | JACA-5888/9  | Honey                                 |
| 28th | 3人  | 2021年03月10日 | Roar                                 | CD+DVD           | ファンクラブ会員限定盤 | JSNC-031/2   | Honey                                 |
| 28th | 3人  | 2021年03月10日 | Roar                                 | CD+Blu-ray       | ファンクラブ会員限定盤 | JSNC-033/4   | Honey                                 |
| 28th | 3人  | 2021年03月10日 | Roar                                 | Stream・Download | デジタル配信           | JACA-5890D   | Honey                                 |
| 29th | 3人  | 2021年09月8日  | We Just Go Hard feat. AK-69/EUPHORIA | CD+DVD           | 初回限定盤1            | JACA-5905/6  | Honey                                 |
| 29th | 3人  | 2021年09月8日  | We Just Go Hard feat. AK-69/EUPHORIA | CD+Blu-ray       | 初回限定盤1            | JACA-5907/8  | Honey                                 |
| 29th | 3人  | 2021年09月8日  | We Just Go Hard feat. AK-69/EUPHORIA | CD+DVD           | 初回限定盤2            | JACA-5909/10 | Honey                                 |
| 29th | 3人  | 2021年09月8日  | We Just Go Hard feat. AK-69/EUPHORIA | CD+Blu-ray       | 初回限定盤2            | JACA-5911/2  | Honey                                 |
| 29th | 3人  | 2021年09月8日  | We Just Go Hard feat. AK-69/EUPHORIA | CD+DVD           | 初回限定盤3            | JACA-5913/4  | Honey                                 |
| 29th | 3人  | 2021年09月8日  | We Just Go Hard feat. AK-69/EUPHORIA | CD+Blu-ray       | 初回限定盤3            | JACA-5915/6  | Honey                                 |
| 29th | 3人  | 2021年09月8日  | We Just Go Hard feat. AK-69/EUPHORIA | CD               | 通常盤                 | JACA-5917    | Honey                                 |
| 29th | 3人  | 2021年09月8日  | We Just Go Hard feat. AK-69/EUPHORIA | CD+DVD           | ファンクラブ会員限定盤 | JSNC-041/2   | Honey                                 |
| 29th | 3人  | 2021年09月8日  | We Just Go Hard feat. AK-69/EUPHORIA | CD+Blu-ray       | ファンクラブ会員限定盤 | JSNC-043/4   | Honey                                 |
| 29th | 3人  | 2021年09月8日  | We Just Go Hard feat. AK-69/EUPHORIA | CD+GOODS         | BASEBALL盤             | JSNC-039/40  | Honey                                 |
| 29th | 3人  | 2021年09月8日  | We Just Go Hard feat. AK-69/EUPHORIA | CD+GOODS         | プロ野球コラボ盤       | JSNC-048/9   | Honey                                 |
| 29th | 3人  | 2021年09月8日  | We Just Go Hard feat. AK-69/EUPHORIA | Stream・Download | デジタル配信           | JADA-0002    | Honey                                 |

#### 配信限定シングル
|     | 体制 | 発売日         | タイトル       | 規格品番  | 収録アルバム                                      | 備考                                    |
| --- | ---- | -------------- | -------------- | --------- | ------------------------------------------------- | --------------------------------------- |
| 1st | 5人  | 2013年08月29日 | BOUNCE GIRL    |           | KAT-TUN 10TH ANNIVERSARY BEST “10Ks!” 期間限定盤1 | 9月30日までの期間限定でmusic.jp独占配信 |
| 2nd | 3人  | 2022年02月04日 | CRYSTAL MOMENT | JADA-0004 | Honey                                             |                                         |
| 3rd | 3人  | 2022年10月10日 | ゼロからイチへ | JADA-0007 | Fantasia                                          |                                         |

### アルバム

#### オリジナル・アルバム
|      | 体制 | 発売日         | タイトル                             | 販売形態         | 販売形態     | 規格品番      |
| ---- | ---- | -------------- | ------------------------------------ | ---------------- | ------------ | ------------- |
| 2nd  | 6人  | 2007年04月18日 | cartoon KAT-TUN II You               | 2CD              | 初回限定盤   | JACA-5055/6   |
| 2nd  | 6人  | 2007年04月18日 | cartoon KAT-TUN II You               | CD               | 通常盤       | JACA-5058     |
| 3rd  | 6人  | 2008年06月04日 | KAT-TUN III -QUEEN OF PIRATES-       | CD+DVD           | 初回限定盤   | JACA-5099/100 |
| 3rd  | 6人  | 2008年06月04日 | KAT-TUN III -QUEEN OF PIRATES-       | CD               | 通常盤       | JACA-5101     |
| 4th  | 6人  | 2009年04月29日 | Break the Records -by you & for you- | CD               | 初回限定盤   | JACA-5142     |
| 4th  | 6人  | 2009年04月29日 | Break the Records -by you & for you- | CD               | 通常盤       | JACA-5143     |
| 5th  | 5人  | 2010年06月16日 | NO MORE PAIИ                         | CD+DVD           | 初回限定盤   | JACA-5224/5   |
| 5th  | 5人  | 2010年06月16日 | NO MORE PAIИ                         | CD               | 通常盤       | JACA-5226     |
| 6th  | 5人  | 2012年02月22日 | CHAIN                                | CD+DVD           | 初回限定盤   | JACA-5301/2   |
| 6th  | 5人  | 2012年02月22日 | CHAIN                                | CD               | 通常盤       | JACA-5303     |
| 7th  | 4人  | 2014年06月25日 | come Here                            | CD+DVD           | 初回限定盤   | JACA-5415/6   |
| 7th  | 4人  | 2014年06月25日 | come Here                            | CD               | 通常盤       | JACA-5417     |
| 8th  | 3人  | 2018年07月18日 | CAST                                 | CD+DVD           | 初回限定盤1  | JACA-5734/5   |
| 8th  | 3人  | 2018年07月18日 | CAST                                 | CD+DVD           | 初回限定盤2  | JACA-5736/7   |
| 8th  | 3人  | 2018年07月18日 | CAST                                 | CD               | 通常盤       | JACA-5738     |
| 9th  | 3人  | 2019年07月31日 | IGNITE                               | CD+DVD           | 初回限定盤1  | JACA-5796/7   |
| 9th  | 3人  | 2019年07月31日 | IGNITE                               | CD+DVD           | 初回限定盤2  | JACA-5798/9   |
| 9th  | 3人  | 2019年07月31日 | IGNITE                               | CD               | 通常盤       | JACA-5800     |
| 10th | 3人  | 2022年03月29日 | Honey                                | CD+DVD           | 初回限定盤1  | JACA-5951/2   |
| 10th | 3人  | 2022年03月29日 | Honey                                | CD+Blu-ray       | 初回限定盤1  | JACA-5953/4   |
| 10th | 3人  | 2022年03月29日 | Honey                                | CD+DVD           | 初回限定盤2  | JACA-5955/6   |
| 10th | 3人  | 2022年03月29日 | Honey                                | CD+Blu-ray       | 初回限定盤2  | JACA-5957/8   |
| 10th | 3人  | 2022年03月29日 | Honey                                | CD               | 通常盤       | JACA-5959     |
| 10th | 3人  | 2022年03月29日 | Honey                                | Stream・Download | デジタル配信 | JADA-0005     |
| 11th | 3人  | 2023年02月15日 | Fantasia                             | CD+DVD           | 初回限定盤1  | JACA-6031/2   |
| 11th | 3人  | 2023年02月15日 | Fantasia                             | CD+Blu-ray       | 初回限定盤1  | JACA-6033/4   |
| 11th | 3人  | 2023年02月15日 | Fantasia                             | CD+DVD           | 初回限定盤2  | JACA-6035/6   |
| 11th | 3人  | 2023年02月15日 | Fantasia                             | CD+Blu-ray       | 初回限定盤2  | JACA-6037/8   |
| 11th | 3人  | 2023年02月15日 | Fantasia                             | CD               | 通常盤       | JACA-6039     |
| 11th | 3人  | 2023年02月15日 | Fantasia                             | Stream・Download | デジタル配信 | JADA-0009     |

#### ベスト・アルバム
|       | 体制 | 発売日         | タイトル                              | 販売形態 | 販売形態    | 規格品番     |
| ----- | ---- | -------------- | ------------------------------------- | -------- | ----------- | ------------ |
| (1st) | 6人  | 2006年03月22日 | Best of KAT-TUN                       | CD       | 通常盤      | JACA-5038    |
| 2nd   | 4人  | 2016年03月22日 | KAT-TUN 10TH ANNIVERSARY BEST “10Ks!” | 3CD      | 期間限定盤1 | JACA-5585/7  |
| 2nd   | 4人  | 2016年03月22日 | KAT-TUN 10TH ANNIVERSARY BEST “10Ks!” | 2CD+DVD  | 期間限定盤2 | JACA-5588/90 |
| 2nd   | 4人  | 2016年03月22日 | KAT-TUN 10TH ANNIVERSARY BEST “10Ks!” | 2CD      | 通常盤      | JACA-5591/2  |

#### ミニ・アルバム
|     | 体制 | 発売日         | タイトル   | 販売形態 | 販売形態    | 規格品番    |
| --- | ---- | -------------- | ---------- | -------- | ----------- | ----------- |
| 1st | 4人  | 2013年11月27日 | 楔-kusabi- | CD+DVD   | 初回限定盤1 | JACA-5384/5 |
| 1st | 4人  | 2013年11月27日 | 楔-kusabi- | CD+DVD   | 初回限定盤2 | JACA-5386/7 |
| 1st | 4人  | 2013年11月27日 | 楔-kusabi- | CD       | 通常盤      | JACA-5388   |

### 映像作品
|      | 体制 | 発売日         | タイトル                                               | 販売形態 | 販売形態                                                   | 規格品番           |
| ---- | ---- | -------------- | ------------------------------------------------------ | -------- | ---------------------------------------------------------- | ------------------ |
| 1st  | 6人  | 2003年02月26日 | お客様は神サマーConcert 55万人愛のリクエストに応えて!! | DVD      | 通常盤                                                     | JEBN-0019          |
| 1st  | 6人  | 2003年02月26日 | お客様は神サマーConcert 55万人愛のリクエストに応えて!! | VHS      | 通常盤                                                     | JEVN-0040          |
| 2nd  | 6人  | 2005年05月03日 | KAT-TUN Live 海賊帆                                    | 2DVD     | 通常盤                                                     | JABA-5008/9        |
| 3rd  | 6人  | 2006年03月22日 | Real Face Film                                         | DVD      | 通常盤                                                     | JABA-5011          |
| 4th  | 6人  | 2007年04月11日 | Live of KAT-TUN "Real Face"                            | 2DVD     | 通常盤                                                     | JABA-5016/17       |
| 5th  | 6人  | 2007年11月21日 | TOUR 2007 cartoon KAT-TUN II You                       | 2DVD     | ブックタイプ・ジャケット仕様/ スタンダード・ジャケット仕様 | JABA-5029/30       |
| 6th  | 6人  | 2009年01月01日 | KAT-TUN LIVE TOUR 2008 QUEEN OF PIRATES                | 2DVD     | 通常盤                                                     | JABA-5044/45       |
| 7th  | 6人  | 2009年12月16日 | KAT-TUN LIVE Break the Records                         | 3DVD     | 初回限定盤                                                 | JABA-5062/63/64    |
| 7th  | 6人  | 2009年12月16日 | KAT-TUN LIVE Break the Records                         | 2DVD     | 通常盤                                                     | JABA-5065/66       |
| 8th  | 5人  | 2010年12月29日 | KAT-TUN -NO MORE PAIИ- WORLD TOUR 2010                 | 3DVD     | 初回限定盤                                                 | JABA-5074/75/76    |
| 8th  | 5人  | 2010年12月29日 | KAT-TUN -NO MORE PAIИ- WORLD TOUR 2010                 | 2DVD     | 通常盤                                                     | JABA-5077/78       |
| 9th  | 5人  | 2012年11月21日 | KAT-TUN LIVE TOUR 2012 CHAIN TOKYO DOME                | 2DVD     | 通常盤 / 初回プレス仕様                                    | JABA-5105/06       |
| 10th | 4人  | 2014年05月14日 | COUNTDOWN LIVE 2013 KAT-TUN                            | 2DVD     | 通常盤 / 初回プレス仕様                                    | JABA-5116/17       |
| 11th | 4人  | 2015年04月22日 | KAT-TUN LIVE TOUR 2014 come Here                       | 4DVD     | 初回限定盤1                                                | JABA-5136/37/38/39 |
| 11th | 4人  | 2015年04月22日 | KAT-TUN LIVE TOUR 2014 come Here                       | 4DVD     | 初回限定盤2                                                | JABA-5140/41/42/43 |
| 11th | 4人  | 2015年04月22日 | KAT-TUN LIVE TOUR 2014 come Here                       | 2DVD     | 通常盤                                                     | JABA-5144/45       |
| 12th | 4人  | 2015年10月14日 | KAT-TUN LIVE 2015 "quarter" in TOKYO DOME              | 3DVD     | 初回限定盤                                                 | JABA-5151/52/53    |
| 12th | 4人  | 2015年10月14日 | KAT-TUN LIVE 2015 "quarter" in TOKYO DOME              | 2DVD     | 通常盤                                                     | JABA-5154/55       |
| 13th | 3人  | 2016年08月17日 | KAT-TUN 10TH ANNIVERSARY LIVE TOUR "10Ks!"             | 2DVD＋CD | 初回限定盤                                                 | JABA-5164/65/66    |
| 13th | 3人  | 2016年08月17日 | KAT-TUN 10TH ANNIVERSARY LIVE TOUR "10Ks!"             | 2DVD     | 通常盤                                                     | JABA-5167/68       |
| 14th | 3人  | 2019年04月17日 | KAT-TUN LIVE TOUR 2018 CAST                            | 2Blu-ray | Blu-ray完全生産限定盤                                      | JAXA-5084/85       |
| 14th | 3人  | 2019年04月17日 | KAT-TUN LIVE TOUR 2018 CAST                            | 3DVD     | 初回限定盤                                                 | JABA-5333/34/35    |
| 14th | 3人  | 2019年04月17日 | KAT-TUN LIVE TOUR 2018 CAST                            | 2DVD     | 通常盤                                                     | JABA-5336/37       |
| 15th | 3人  | 2020年04月08日 | KAT-TUN LIVE TOUR 2019 IGNITE                          | 2DVD     | 初回限定盤                                                 | JABA-5373/74       |
| 15th | 3人  | 2020年04月08日 | KAT-TUN LIVE TOUR 2019 IGNITE                          | 2Blu-ray | 初回限定盤                                                 | JAXA-5112/13       |
| 15th | 3人  | 2020年04月08日 | KAT-TUN LIVE TOUR 2019 IGNITE                          | DVD      | 通常盤                                                     | JABA-5375          |
| 15th | 3人  | 2020年04月08日 | KAT-TUN LIVE TOUR 2019 IGNITE                          | Blu-ray  | 通常盤                                                     | JAXA-5114          |
| 16th | 3人  | 2021年11月24日 | 15TH ANNIVERSARY LIVE KAT-TUN                          | 2DVD     | 初回限定盤1                                                | JABA-5414/15       |
| 16th | 3人  | 2021年11月24日 | 15TH ANNIVERSARY LIVE KAT-TUN                          | 2Blu-ray | 初回限定盤1                                                | JAXA-5149/50       |
| 16th | 3人  | 2021年11月24日 | 15TH ANNIVERSARY LIVE KAT-TUN                          | 2DVD     | 初回限定盤2                                                | JABA-5416/17       |
| 16th | 3人  | 2021年11月24日 | 15TH ANNIVERSARY LIVE KAT-TUN                          | 2Blu-ray | 初回限定盤2                                                | JAXA-5151/52       |
| 16th | 3人  | 2021年11月24日 | 15TH ANNIVERSARY LIVE KAT-TUN                          | 2DVD     | 通常盤                                                     | JABA-5418/19       |
| 16th | 3人  | 2021年11月24日 | 15TH ANNIVERSARY LIVE KAT-TUN                          | Blu-ray  | 通常盤                                                     | JAXA-5153          |
| 17th | 3人  | 2022年11月2日  | KAT-TUN LIVE TOUR 2022 Honey                           | 3DVD     | 初回限定盤                                                 | JABA-5451/52/53    |
| 17th | 3人  | 2022年11月2日  | KAT-TUN LIVE TOUR 2022 Honey                           | 2Blu-ray | 初回限定盤                                                 | JAXA-5183/84       |
| 17th | 3人  | 2022年11月2日  | KAT-TUN LIVE TOUR 2022 Honey                           | 2DVD     | 通常盤                                                     | JABA-5454/55       |
| 17th | 3人  | 2022年11月2日  | KAT-TUN LIVE TOUR 2022 Honey                           | 2Blu-ray | 通常盤                                                     | JAXA-5185/86       |
| 18th | 3人  | 2023年11月8日  | KAT-TUN LIVE TOUR 2023 Fantasia                        | 3DVD     | 初回限定盤                                                 | JABA-5499～501     |
| 18th | 3人  | 2023年11月8日  | KAT-TUN LIVE TOUR 2023 Fantasia                        | 2Blu-ray | 初回限定盤                                                 | JAXA-5223/4        |
| 18th | 3人  | 2023年11月8日  | KAT-TUN LIVE TOUR 2023 Fantasia                        | 2DVD     | 通常盤                                                     | JABA-5502/3        |
| 18th | 3人  | 2023年11月8日  | KAT-TUN LIVE TOUR 2023 Fantasia                        | 2Blu-ray | 通常盤                                                     | JAXA-5225/6        |

## タイアップ
| 曲名                                 | タイアップ |
| ------------------------------------ | --- |
| ノーマター・マター                   | CM：ロッテ「キシリトールガム+X」 |
| Le ciel〜君の幸せ祈る言葉〜          | CM：ロッテ「キシリトールガム+X」 |
| ツキノミチ                           | 日本テレビ系ドラマ『金田一少年の事件簿 吸血鬼伝説殺人事件』主題歌                                                                       |
| GLORIA                               | 日本テレビ系『バレーボール・ワールドグランドチャンピオンズカップ2005』テーマソング ニッポン放送系『KAT-TUN スタイル』エンディングテーマ |
| Will Be All Right                    | 日本テレビ系『バレーボール・ワールドグランドチャンピオンズカップ2005』応援ソング 文化放送系『R-One KAT-TUN』エンディングテーマ          |
| SHE SAID...                          | TBS系『Happy!』挿入歌 日本テレビ系バリューナイトフィーバー『KAT-TUN×3』エンディングテーマ 文化放送系『R-One KAT-TUN』オープニングテーマ |
| Real Face#1                          | TBS系ドラマ『Happy!』主題歌 TBS系ドラマ『Happy!(2)』主題歌                                                                              |
| SIGNAL                               | CM：NTTドコモ「new 9 series」 ニッポン放送系『KAT-TUNスタイル』7月〜10月中間テーマソング                                                |
| YOU                                  | フジテレビ系ドラマ『サプリ』オープニングテーマ                                                                                          |
| 僕らの街で                           | 日本テレビ系ドラマ『たったひとつの恋』主題歌                                                                                            |
| Peak                                 | CM：NTTドコモ「903iTVシリーズ」 |
| 喜びの歌                             | TBS系ドラマ『特急田中3号』主題歌 |
| Keep the faith                       | 日本テレビ系ドラマ『有閑倶楽部』主題歌                                                                                                  |
| LIPS                                 | 日本テレビ系ドラマ『1ポンドの福音』主題歌                                                                                               |
| 「un-」                              | CM：ロート製薬「もぎたて果実」 |
| ONE DROP                             | 日本テレビ系ドラマ『神の雫』主題歌 |
| D-T-S                                | CM：ロッテ「プラスX」 |
| RESCUE                               | TBS系ドラマ『RESCUE〜特別高度救助隊』主題歌                                                                                             |
| Love yourself 〜君が嫌いな君が好き〜 | TBS系ドラマ『ヤマトナデシコ七変化』主題歌                                                                                               |
| THE D-MOTION                         | CM：エムティーアイ「デコとも☆DX」 |
| Going!                               | 日本テレビ系『Going!Sports&News』テーマソング                                                                                           |
| RIGHT NOW                            | CM：エムティーアイ「デコとも☆DX」 |
| CHANGE UR WORLD                      | 日本テレビ系『Going!Sports&News』テーマソング                                                                                           |
| GIVE ME, GIVE ME, GIVE ME            | CM：エムティーアイ「ログとも」 |
| ULTIMATE WHEELS                      | CM：SUZUKI「新型ソリオ」 |
| WHITE                                | CM：花王「ソフィーナ 大人の美白」 |
| PERFECT                              | CM：AOKI「AOKI 新3Dスリム」 |
| RUN FOR YOU                          | CM：SUZUKI「新型ソリオ」 |
| COSMIC CHILD                         | CM：ウィング「ズルイブラ。」「ズルイパンツ。」                                                                                          |
| DIAMOND                              | 日本テレビ系『Dramatic Game 1844』イメージソング 日本テレビ系『Going!Sports&News』テーマソング                                          |
| & FOREVER                            | CM：SUZUKI「新型ソリオ」 |
| BIRTH                                | 日本テレビ系ドラマ『妖怪人間ベム』主題歌                                                                                                |
| STAR RIDER                           | CM：SUZUKI「新型ソリオ BLACK & WHITE」                                                                                                  |
| ONE DAY                              | CM：SUZUKI「新型ソリオ」 |
| SMILE FOR YOU                        | CM：エムティーアイ「モバイルゲームサイト entag!」                                                                                       |
| TO THE LIMIT                         | CM：SUZUKI「ソリオ バンディット」 |
| SPIRIT                               | 日本テレビ系プロ野球中継『Dramatic Game 1844』イメージソング 日本テレビ系『Going!Sports&News』テーマソング                              |
| 不滅のスクラム                       | TBS系ドラマ『ドラゴン青年団』主題歌 |
| BRAND NEW DAY                        | CM：SUZUKI「ソリオ」 |
| STEPS TO LOVE                        | CM：SUZUKI「ソリオ」 |
| Connect & Go                         | CM：SUZUKI「ソリオ ブラック&ホワイトII」                                                                                                |
| EXPOSE                               | CM：SUZUKI「ソリオ バンディット」 |
| FACE to Face                         | 映画『俺俺』主題歌 |
| DRAMATIC                             | 日本テレビ系『Dramatic Game 1844』イメージソング 日本テレビ系『Going! Sports & News』テーマソング                                       |
| BOUNCE GIRL                          | CM：SUZUKI「ソリオ」 |
| 楔-kusabi-                           | TBS系ドラマ『変身インタビュアーの憂鬱』主題歌                                                                                           |
| GIMME LUV                            | CM：SUZUKI「ソリオ バンディット」 |
| In Fact                              | フジテレビ系ドラマ『ファースト・クラス』主題歌                                                                                          |
| Believe In Myself                    | 日本テレビ系『Dramatic Game 1844』イメージソング 日本テレビ系『Going! Sports & News』テーマソング                                       |
| COME HERE                            | TBS系『KAT-TUNの世界一タメになる旅!』オープニングテーマ                                                                                 |
| Dead or Alive                        | 映画『ジョーカー・ゲーム』主題歌 |
| KISS KISS KISS                       | テレビ朝日系ドラマ『セカンド・ラブ』主題歌                                                                                              |
| 熱くなれ                             | 日本テレビ系『Dramatic Game 1844』イメージソング 日本テレビ系『Going! Sports & News』テーマソング                                       |
| GREATEST JOURNEY                     | TBS系『KAT-TUNの世界一タメになる旅!』オープニングテーマ                                                                                 |
| TRAGEDY                              | 日本テレビ系アニメ『金田一少年の事件簿R』オープニングテーマ                                                                             |
| UNLOCK                               | 日本テレビ系ドラマ『怪盗 山猫』主題歌                                                                                                   |
| BRAND NEW STAGE                      | 日本テレビ系『Dramatic Game 1844』イメージソング 日本テレビ系『Going! Sports & News』テーマソング                                       |
| Ask Yourself                         | フジテレビ系ドラマ『FINAL CUT』主題歌                                                                                                   |
| Sweet Birthday                       | JR博多シティ 7周年 イメージソング |
| FUNtastic                            | 日本テレビ系『Fun!BASEBALL!!2018』イメージソング 日本テレビ系『Going! Sports & News』テーマソング                                       |
| GO AHEAD                             | 日本テレビ系ドラマ『節約ロック』主題歌                                                                                                  |
| A MUSEUM                             | CM:JR博多シティ「8th Anniversary Welcome to AMUSEUM!」                                                                                  |
| to the NEXT                          | 日本テレビ系『DRAMATIC BASEBALL 2020』イメージソング 日本テレビ系『Going! Sports & News』テーマソング                                   |
| Roar                                 | 日本テレビ系ドラマ『レッドアイズ 監視捜査班』主題歌                                                                                     |
| Light and Blue                       | 日本テレビ系『DRAMATIC BASEBALL 2021』イメージソング 日本テレビ系『Going! Sports & News』テーマソング                                   |
| We Just Go Hard feat.AK-69           | 日本テレビ系『DRAMATIC BASEBALL 2021』イメージソング 日本テレビ系『Going! Sports & News』テーマソング                                   |
| EUPHORIA                             | テレビ朝日系ドラマ『ザ・ハイスクール ヒーローズ』主題歌                                                                                 |
| CRYSTAL MOMENT                       | 日本テレビ系 2022冬季スポーツ テーマソング                                                                                              |
| Into The Light                       | 日本テレビ系『DRAMATIC BASEBALL 2022』イメージソング 日本テレビ系『Going! Sports & News』テーマソング                                   |
| ゼロからイチへ                       | 日本テレビ系『DRAMATIC BASEBALL 2022』イメージソング 日本テレビ系『Going! Sports & News』テーマソング                                   |

| 曲名             | タイアップ                        |
| ---------------- | --------------------------------- |
| The way          | 舞台『中丸君の楽しい時間2』劇中歌 |
| change your mind | 舞台『中丸君の楽しい時間4』劇中歌 |

| 曲名           | タイアップ                                       |
| -------------- | ------------------------------------------------ |
| お疲れサンクス | テレビ東京系ドラマ『マッサージ探偵ジョー』主題歌 |

| 曲名             | タイアップ                               |
| ---------------- | ---------------------------------------- |
| 未完成のアンサー | テレビ東京系ドラマ『新宿セブン』主題歌   |
| 俺メロディ       | 舞台『新世界ロマンスオーケストラ』劇中歌 |

## 出演
単独出演作品は各メンバーの記事を参照のこと。

### バラエティ番組
- ポップジャム（2001年4月 - 2002年3月、NHK）
- 裸の少年（2001年4月 - 2003年3月、テレビ朝日）[110]
- music-enta（2001年4月19日 - 2002年3月14日、テレビ朝日）
- THE夜もヒッパレ（2002年、日本テレビ） - 準レギュラー
- ミンナのテレビ（2005年4月 - 2005年9月、日本テレビ）[28]
- KAT-TUN×3（2005年7月30日・8月6日、日本テレビ）
- KAT-TUNのグラチャン応援プロジェクト（2005年10月1日 - 、日本テレビ）[32]
- 歌笑HOTヒット10（2005年10月 - 2006年3月、日本テレビ）
- ウタワラ（2006年4月 - 2007年1月、日本テレビ）
- 24時間テレビ29 「愛は地球を救う」〜絆〜（2006年8月26日 - 27日、日本テレビ） - メインパーソナリティ[111]
- 高校生制服対抗ダンス甲子園（2006年12月30日、日本テレビ）
- カートゥンKAT-TUN（2007年4月4日 - 2010年3月24日、日本テレビ）[42][43]
- KAT-TUNの先輩教えて下さい!大人のオキテ100 ア〜ンドくりぃむ（2008年1月12日、日本テレビ）
  - KAT-TUNの先輩教えてください!大人のオキテ100（2009年4月5日）
  - KAT-TUNの先輩教えて下さい!大人のオキテ100 パート3（2010年1月6日）
- KAT-TUNの絶対マネたくなるTV（2011年10月18日 - 12月20日、日本テレビ）[112]
- KAT-TUNの世界一ダメな夜!（2012年1月1日・4月3日・8月24日 - 12月28日、TBS）
  - KAT-TUNの世界一タメになる旅!（2014年1月11日・4月19日・7月12日・10月4日・2015年1月3日・4月17日 - 2016年3月25日、2018年7月19日[113]、TBS）
  - KAT-TUNの世界一タメになる旅!+（2019年4月17日[114] - 2021年3月26日、TBS）
- 哀すべきエーッ!?な人たち さまぁ〜ずカトゥーンサンドウィッチマン（2013年1月3日、日本テレビ）
- ザ・少年倶楽部プレミアム（2014年4月16日 - 2016年3月、NHKBSプレミアム） – MC[58]
- 何するカトゥーン?（2021年4月19日[115] - 2025年3月31日、フジテレビ）[116]
- KAT-TUNの食宝ゲッットゥーン（2021年4月23日[117] - 2024年3月29日、TBS）[118]

### NHK紅白歌合戦出場歴
| 年度   | 放送回 | 回 | 曲目        |
| ------ | ------ | -- | ----------- |
| 2021年 | 第72回 | 初 | Real Face#2 |

### インターネット配信
- KAT-TUNの世界一タメになる旅!+（2018年5月 - 配信中、Paravi→U-NEXT）[113]

### CM
- NTTドコモ
  - 「FOMA new9（902iS）」2006年6月）
  - 「NTT DoCoMo 903i」（2006年11月26日 - 12月30日、JR西日本・大阪環状線の車体広告として）
  - 企業広告（2007年8月）
- スカイパーフェクTV!「スカパー! よくばりパックキャンペーン」（2006年12月）
- ロート製薬
  - 「もぎたて果実」（2005年7月下旬 - ）[120]
  - 「ロートCキューブ」（2005年10月）
- ロッテ
  - 「クランキー」
  - 「プラスX」
- エムティーアイ
  - 「デコとも★DX」（2009年12月25日 - 2010年）
  - 「ログとも」 → 「entag!」（2011年 - ）[121]
  - 「弾丸パイレーツ!約束の地」（2013年4月 - ）[122]
  - 「ListenRadio」（2014年4月25日 - ）[123]
  - 「CARADA」（2015年11月 - ）[124]
- スズキ
  - 「ソリオ」（2010年12月 - ）[125]
  - 「ソリオ バンディット」（2012年 - 2015年）
- ガンホー・オンライン・エンターテイメント「パズドラZ」（2013年12月20日 - ） - 亀梨、田口
- JR博多シティ「8th Anniversary Welcome to AMUSEUM!」（2019年2月 - ）[126]
- FPパートナー「マネードクター」（2020年5月1日 - ）[127][128][129]

### ラジオ
- KAT-TUN スタイル（2006年4月 - 2012年3月、ニッポン放送） - 田口、田中[9]、赤西が出演
- R-One KAT-TUN（2006年4月 - 2012年3月、文化放送） - 上田、中丸が出演[9]
- 第33回ラジオ・チャリティ・ミュージックソン（2007年12月24日 - 25日、ニッポン放送） - メーンパーソナリティ[130]
- KAT-TUN 震災復興支援特別番組（2011年4月 - 2012年3月、エフエム仙台・エフエム福島・エフエム岩手）
  - 宮城版・福島版・岩手版はそれぞれ別の内容。
  - TOKIO・嵐・KAT-TUNが1週間ごとに交代して出演した。
- KAT-TUNのがつーん（2012年4月 - 2016年3月、文化放送） - 中丸、田中、田口が出演[131]

### 舞台
- DREAM BOY（2004年1月8日 - 31日、帝国劇場）
  - 「KAT-TUN&関ジャニ∞編」（2004年4月30日 - 5月7日、梅田コマ劇場）
  - 「滝沢秀明編」（2004年5月8日 - 5月21日、梅田コマ劇場）
- SUMMARY of Johnnys World（2004年8月8日 - 29日、原宿新ビッグトップ）
- Hey! Say! Dream Boy（2005年4月27日 - 5月15日、梅田芸術劇場）
- KAT-TUN vs 関ジャニ∞ Musical Dream Boys（2006年1月3日 - 29日、帝国劇場） - 関ジャニ∞と主演[33]

### イベント
- KAT-TUN FAN MEETING 2014 新春勝詣 (2014年1月2日 - 4日、横浜アリーナ)

### コンサート
- WE ARE! Let's get the party STARTO!!（2024年4月10日、東京ドーム / 5月29日・30日、京セラドーム大阪）[132][133]

## 書籍

### 雑誌連載
- 学研パブリッシング『POTATO』「ハートビートKAT-TUN」
- ホーム社『duet』「SECRET FACE」
- ワニブックス『WINK UP』「KAT-TUN缶」（ - 2016年5月）
- KADOKAWA『週刊ザテレビジョン』「愛はKAT-TUN」
- 産経新聞出版『月刊 TVnavi』
  - 「KAT-TUNスタイル」
  - 「R-One KAT-TUN」

### ピアノ・スコア
- オフィシャル・ピアノ・スコア KAT-TUN 10TH ANNIVERSARY BEST “10Ks!"（2016年、ドレミ楽譜出版社） ISBN 978-4285145380

### 写真集
- KAT-TUN写真集 「KAT-TUN 1st. in NEW YORK」[5]（2003年12月、ワニブックス） ISBN 978-4847027819
- KAT-TUNライブ・ドキュメント・フォトブック "BREAK the RECORDS"（2009年、角川グループパブリッシング） ISBN 978-4048950619

### カレンダー
- 2007年4月→2008年3月 KAT-TUNカレンダー（2007年、集英社） ISBN 978-4089080566
- KAT-TUN カレンダー 2008.4→2009.3 Johnny's OFFICIAL EDITION CALENDAR（2008年、小学館） ISBN 978-4091057457
- KAT-TUN 2009.4 - 2010.3 オフィシャルカレンダー（2009年、光文社） ISBN 978-4334940577
- KAT-TUN 2010.4-2011.3 オフィシャルカレンダー（2010年、講談社） ISBN 978-4063579963
- KAT-TUN 2011.4-2012.3 official calendar（2011年、講談社） ISBN 978-4063579994

### Web連載
- 公式携帯サイトJohnny's Web
  - 「KAT-TUN'S MANUAL」（2005年6月 - 2016年6月、2018年3月 - ）

## TEN-G
TEN-G（テン・グー）は、KAT-TUNのメンバーが天狗になってしまったことを歌う、全米で大ヒットしたKAT-TUNの弟分グループであるという設定。メンバーは紫天狗（亀梨）、ピンク天狗（赤西）、腹黒天狗（田口）、青天狗（田中）、赤天狗（上田）、黄天狗（中丸）。
ライブDVD『KAT-TUN LIVE TOUR 2008 QUEEN OF PIRATES』に、オリジナル曲「TEN-"G"」（JASRAC作品コード：130-7919-1）（作詞：ピンク天狗・青天狗、作曲：吉岡たく）を歌った模様等が収録された他、2016年4月3日から5月1日に行われた『KAT-TUN 10TH ANNIVERSARY LIVE TOUR "10Ks!"』にも登場している。